# Moissac
Moissac är en kommun i departementet Tarn-et-Garonne i regionen Occitanien i södra Frankrike. Kommunen är chef-lieu över 2 kantoner som tillhör arrondissementet Castelsarrasin. År 2022 hade Moissac 13 652 invånare.

## Befolkningsutveckling
Antalet invånare i kommunen Moissac
| Referens: INSEE |